# Perugyps diazi
Perugyps diazi — викопний вид хижих птахів родини катартових (Cathartidae), що існував на межі міоцену і пліоцену в Південній Америці. Викопні рештки птаха знайдено у формації Піско у департаменті Іка у Перу..